# N'dalatando
N'dalatando este un oraș în Angola. Este reședința provinciei Cuanza Norte.